# La Ermita del Socorro (Documental)
El cortometraje y documental titulado La Ermita del Socorro, dirigido por el cineasta chileno Cristian Sánchez, consta de un breve filme que trata sobre aspectos históricos y artísticos relacionados al provisorio y anterior templo ubicado en el actual templo de San Francisco, en Santiago de Chile. En este documental es posible conocer datos específicos relacionados con la construcción del templo, así como datos puntuales sobre el arte, específicamente la pintura, en relación a la vida de San Francisco de Asís, y la forma artística en que esta se presenta como reflejo del contexto sociocultural del Chile del siglo XVII.
Si bien en el estilo cinematográfico de Cristian Sánchez se caracteriza por tratar y evidenciar el acontecimiento político del periodo de dictadura en Chile, así como aspectos de la vida en periferia, en el presente film, es posible apreciar una serie de imágenes de la colección del actual Museo de Arte Colonial desde distintos tipos de ángulos y juegos de cámara, acompañados de una narración que trata aspectos históricos, sociales y artísticos referentes al templo religioso ubicado en Santiago. En agregado, esto se acompaña con una serie de músicas denominadas dentro de la presentación del corto como Conjunto Instrumental Barroco Andino.

## Desarrollo
El documental parte mencionando que en Santiago de Chile quedan aun restos del desarrollo artístico denominado como Barroco Americano, el cual surge principalmente en Ecuador, Perú y Bolivia, aunque de igual forma en Chile.
En el cortometraje, se menciona que el Templo de San Francisco, edificio erigido por la Orden Franciscana, fue un templo construido en el lugar que antes era ocupado por el Templo de carácter provisorio llamado La Ermita del Socorro. Dicho templo provisorio, fue mandado a hacer por Pedro de Valdivia, en honor a la Virgen María y posterior al socorro proveniente desde el Perú para hacer frente a las huestes del entonces cacique Michimalonco, las que asediaban Santiago en 1597.
Posteriormente, en el cortometraje se menciona que en 1649, con la finalidad de la producción de 54 cuadros con la temática de la vida de San Francisco de Asís, llega desde el Perú el maestro de la escuela cusqueña de Barroco Latinoamericano, Don Juan Zapaca Inga, quien tardó 45 años en completar la colección.
Se narra en el corto que, a pesar tener una inspiración respecto al arte europeo renacentista que trata sobre la estigmatizada vida de San Francisco de Asís, desarrolla un estilo propio, un estilo americano, el que refleja el contexto de violencia, hambre, guerras y dolor del siglo XVII.
Finalmente, en el Film también se comenta que, es el arte americano algo ingenuo, tosco y contrahecho, más sin embargo, se ajusta a la medida de América.